# Arnórs þáttr jarlaskálds
Arnórs þáttr jarlaskálds es una historia corta islandesa (þáttr). Trata sobre un episodio de la vida del escaldo Arnórr Jarlaskáld en las Orcadas. El escaldo compone poemas para el rey Magnús el Bueno y para Harald III de Noruega y es recompensado por ambos monarcas.
El relato se escribió hacia el siglo XIII y se conserva en el compendio Morkinskinna.